# Shahab-3

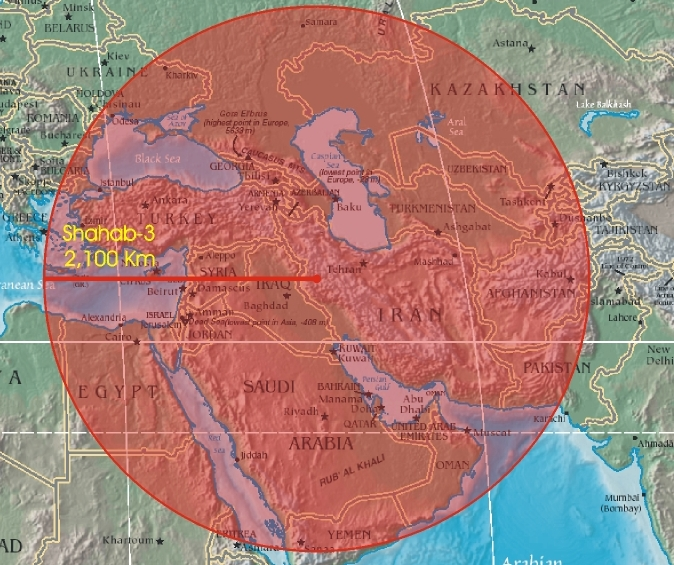
Bereik van de Shahab-3

De Shahab-3 (Perzisch: شهاب-3, vertaald: "Meteoor-3") is een ballistische raket voor de middellange afstand, in het Engels Medium-range ballistic missile (MRBM).
Deze raket is ontwikkeld door Iran en gebaseerd op de Noord-Koreaanse Rodong-1 (in Zuid-Korea Nodong-1 genoemd). Een eerdere variant had een bereik van 1300 km, de huidige 2100 km. 
Van 1998 tot 2003 werd deze raket getest. Medio 2003 werd hij aan het Iraanse wapenarsenaal toegevoegd. Op 1 november 2006 schoot het Iraanse leger bij militaire oefeningen een aantal van deze raketten af.